# デカ盛り

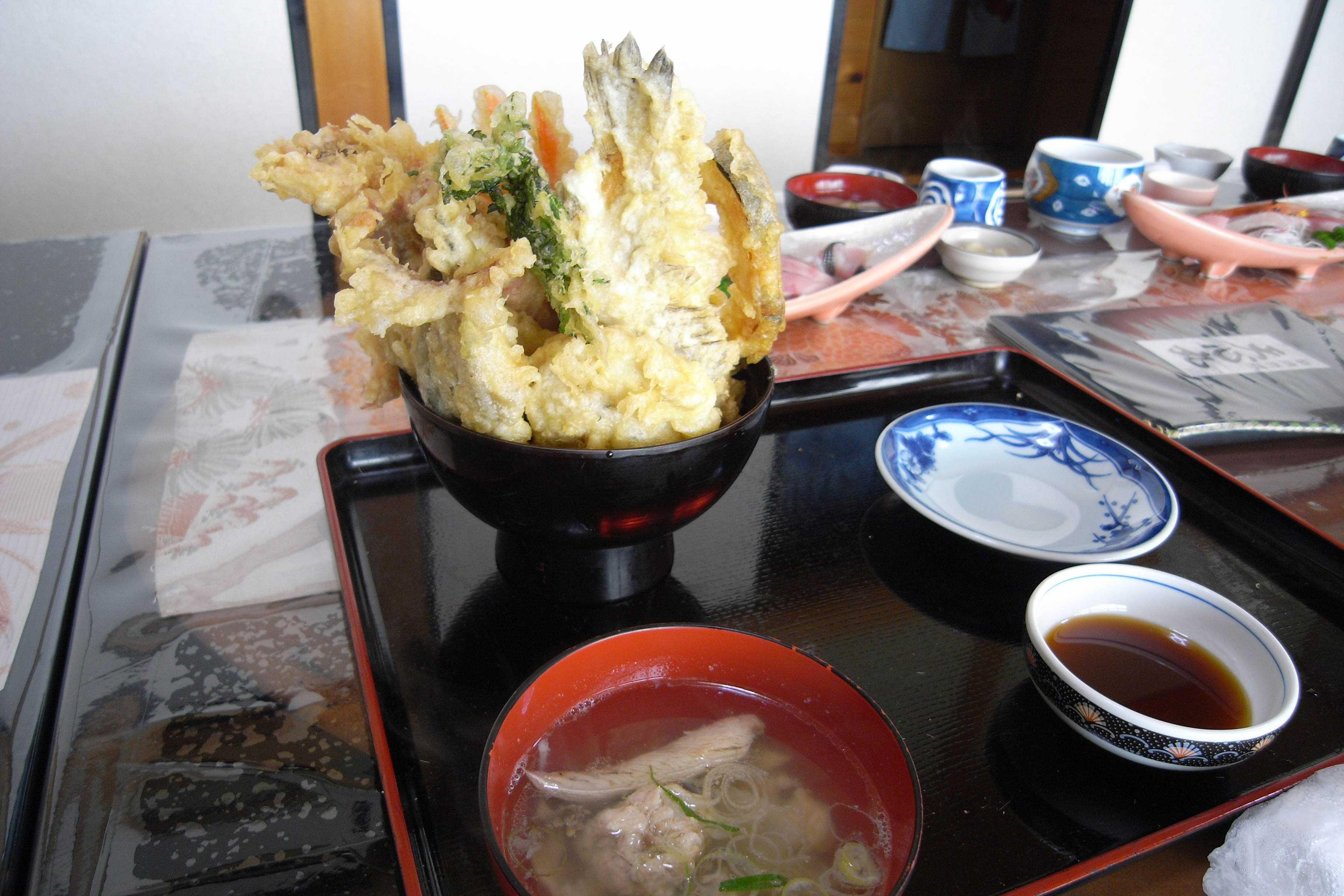
天丼

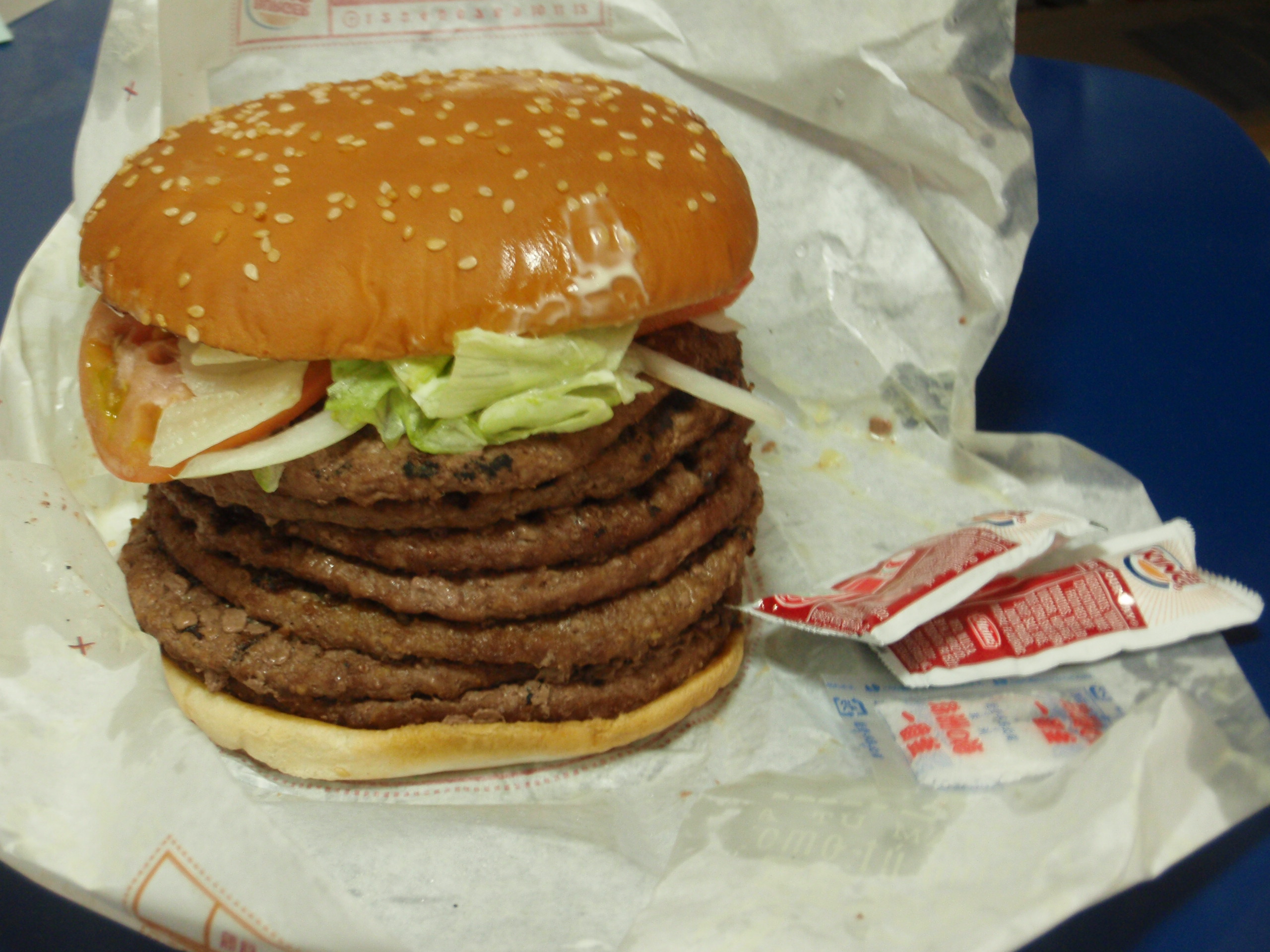
2009年に限定発売されたバーガーキングの「Windows7ワッパー」

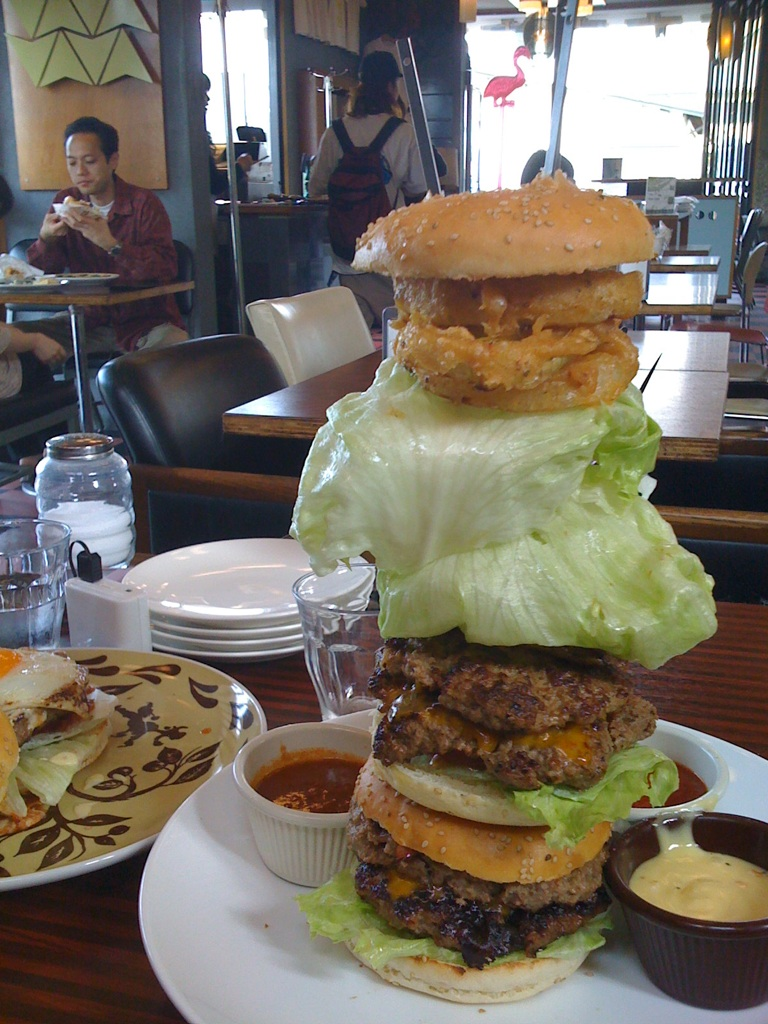
福生のDEMODE DINERの「タワーバーガー」

デカ盛り（デカもり）とは、通常量より極端に多い料理を一つの食器などに盛ること。激盛り、爆盛りとも言う。また、その様子、その盛ったもの。いわゆる「大盛り」を大きく超える量を盛った料理を指す。デカ盛り以前は、この状態を「超大盛り」と呼称されることが多かったが、テレビ番組の影響によりデカ盛りと呼称される機会が増えてきている。「てんこ盛り」や「山盛り」、「マンガ盛り」もこの状態の一種に扱われることがある。
ニュース番組や情報番組などで、盛りの多い料理店が特集されていた際に「デカ盛り」と呼称されていたこともあるが、特に『TVチャンピオン』・『TVチャンピオン2』（テレビ東京）で、デカ盛り料理を出す店に関する知識を競う「デカ盛り王選手権」が行われたことを契機に、2006年頃からマスコミやインターネットを通して広く知られるようになった。その後ブームは一旦終焉したが、InstagramとYouTubeの台頭によって2020年にブームが再燃。

## 有識者
石戸康明（いしど やすあき）通称：いっし～
練馬区出身のフードファイターで、栃木県立黒羽高等学校卒業、横浜市在住。
2008年 第8回水戸納豆早食い世界大会 優勝
水戸納豆早食い世界大会 2014年第13回-4位、2015年第14回-4位、2016年第15回-4位
TVチャンピオン「デカ盛り王選手権」2連覇チャンピオン。
2006年11月8日、読売新聞紙面で楽しく食べられるデカ盛りメニューを紹介した。 大型二種・大特二種・けん引二種・大型二輪の運転免許を所持。
大橋壮礼（おおはし たけのり）通称：イケメン大食い王子、take
池袋在住のサラリーマン。大食いチャレンジャーでフードファイター。
ビジュアル面に強みがあり、ペケポン、スリルな夜等に出演。趣味はマラソン。
神楽坂飯店（全3種類）、元祖とろカツカレーの店、とん陣、ジンギスカンの霧島、梅もと（ブラックホール盛）など数々のチャレンジメニューを制覇し、店舗表彰多数。
Food Battle Stadiums 2007 vol.3 優勝
YBC 飲茶バトルクラブ 優勝
TVチャンピオン2 第3回デカ盛り王選手権に出場したが、1回戦で敗退。
永谷正樹（ながや まさき）
フードライター兼カメラマン
1969年愛知県生まれ。名古屋商工会議所所属。
愛知県の食文化（名古屋めし 、モーニング 、喫茶店）に造詣が深く、地元・全国（マツコ&有吉の怒り新党、2016年3月9日）を問わずテレビ局や新聞等メディアへの出演・情報提供多数。
リクルートが運営するWebマガジンに【名古屋デカ盛り列伝】を連載している。
2014年3月4日に「名古屋・一宮・豊橋…喫茶店モーニング図鑑」を出版した。
前田義孝（まえだ よしたか）通称：マエダンゴ、御舘方様（おやかたさま）、よっし～
福井県在住の会社員で、日本各地のデカ盛りを紹介する大食いサイト・テラめし倶楽部を主宰する有名ブロガー。
趣味は大食い、ツーリング、軽登山。
TVチャンピオン2 第4回デカ盛り王選手権に出場した。
松嶋和之（まつしま かずゆき）通称：kazukazu、ハンバーグ王子
フードライター、フードジャーナリスト、XYZA株式会社所属、（社）日本ハンバーグ協会ハンバーグエキスパート
得意分野はハンバーグ、お肉、がっつり飯
2012年8月に、電子書籍「デカ盛り完全攻略ガイド」を出版した。
山田健太朗（やまだ けんたろう）通称：やまけん
埼玉県在住のフードファイターで、デカ盛り中毒者。
チャレンジブログを開設している。
2014年9月、元祖!大食い王決定戦 新世代最強戦 本選出場
2015年1月、元祖!大食い王決定戦 大食い世界一決定戦 日本代表決定戦出場
2015年12月、元祖!大食い王決定戦 大食い世界一決定戦 日本代表決定戦出場

## 有名店
- ラーメン二郎[21]
- スパゲティーのパンチョ[22]
- CoCo壱番屋 ‐ トッピング全部乗せカレー[23][24]
- 横須賀海軍カレー本舗 ‐ 横須賀海軍チキンカツビッグカレー砲[25][26]
- テディーズビガーバーガー ‐ ギガモンスターバーガー[27]